# Chaetodipus baileyi
Chaetodipus baileyi е вид бозайник от семейство Торбести скокливци (Heteromyidae).

## Разпространение
Видът е разпространен в Мексико (Долна Калифорния, Синалоа и Сонора) и САЩ (Аризона, Калифорния и Ню Мексико).